# آنوج کومار
آنوج کومار (هندی: अनुज कुमार؛ زادهٔ ۵ اوت ۱۹۸۰) کشتی‌گیر اهل هند است.